# تيم نيلسن
تيم نيلسن (5 مايو 1968 في المملكة المتحدة - ) (بالإنجليزية: Tim Nielsen)‏ هو لاعب كريكت أسترالي. لعب مع فريق جنوب أستراليا للكريكت ‏.

## وصلات خارجية
- تيم نيلسن على موقع إي آس بي آن كريك إنفو (الإنجليزية)